# Aston Martin Le Mans
L'Aston Martin Le Mans era un cotxe esportiu de dues o quatre places fabricat per Aston Martin entre el 1932 i el 1934. La seva estructura en alumini va ser feta a mà i només se'n van fabricar 130 unitats que, actualment, tenen un preu de 500.000€. El motor de quatre cilindres en línia aportava una potència de 70 cavalls i als anys 30 era considerat com un dels millors motors de món. Les seves vendes no van ser gaire elevades i el seu preu inicial de £650 l'any 1932 es va reduir a £595 el 1933. Per incrementar les vendes Aston Martin va crear una versió de quatre seients en comptes de dos. De mica en mica aquest model es va anar venent i els seus compradors el consideraven una obra d'art. La seva llargada, la poca alçada i la forma exclusiva de la reixa davantera feien de l'Aston Martin Le Mans un cotxe inconfusible. Comparat amb els MG i Singer de l'època, aquest Aston Martin era el més veloç, capaç d'arribar fins als 137 km/h i amb una acceleració de 0-80 km/h en 16 segons.